# Saint Wandrille
Pour les articles homonymes, voir Saint-Wandrille.

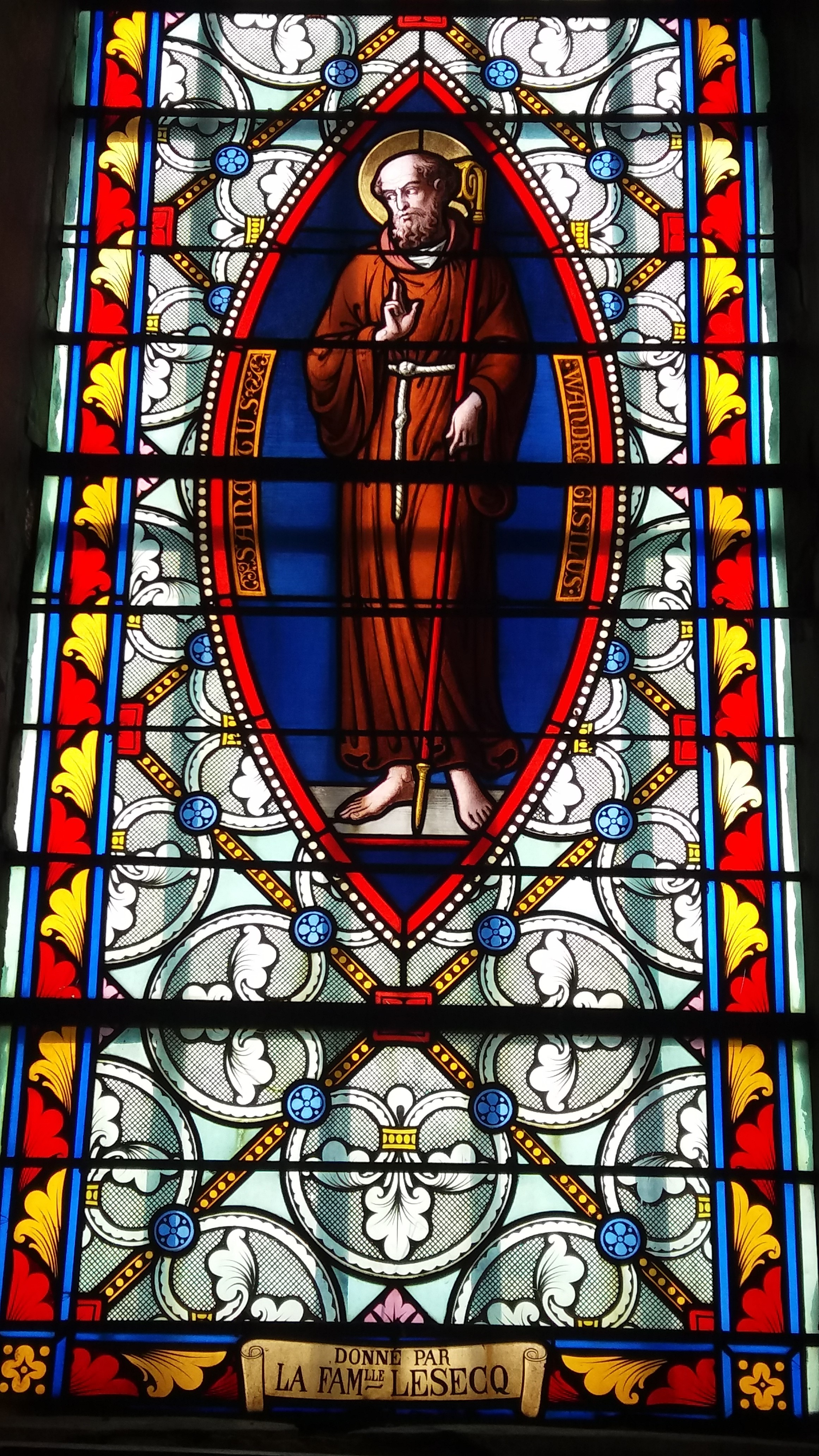
Vitrail de saint Wandrille (Sanctus Wandregisilus) dans l'église Notre-Dame à Esclavelles 76270 Seine-Maritime.

Wandrille de Fontenelle, surnommé aussi Wandon (en latin Wandregisilius, du germanique Wandergisel), est un moine né vers l'an 600 près de Verdun. mort le 22 juillet 668 à Saint-Wandrille-Rançon dans l'abbaye qu'il avait fondée.

## Biographie
Saint Wandrille est issu d'une famille noble d'Austrasie, il est le petit-fils de Waldrade (la sœur de Pépin l'Ancien) par son père Walchisus.
Il travaille dans la haute administration sous le roi Dagobert Ier et se marie selon la volonté de ses parents vers l'an 630, mais sa femme et lui décident de se consacrer à une vie monacale.
Il vécut au début de sa vie monastique au monastère de Montfaucon(il eut une existence éphémère et disparut dès le début du IXe siècle) sous la houlette de saint Baudry (Baldéric de Montfaucon) fondateur du monastère.
Il distribua ses biens aux pauvres et après quelque temps fit un songe, à la suite duquel il décida d'aller à Bobbio en Italie du Nord vers 635 (l'abbaye de Bobbio fut fondée quelques années auparavant par saint Colomban en 614).
Sa vie cénobitique était reconnue pour son abnégation et il lui arrivait de réciter son psautier en plein hiver dans une rivière pour « lutter contre la tentation ». Vers 635 il décida de fuir Bobbio où sa renommée commençait à être grande, il voulut se diriger vers l'Irlande, mais s'arrêta en chemin et s'installa dans le Jura à Romainmôtier, où il vécut en obéissance à un abbé pendant près de 10 ans. Ses amis du palais, Ouen et Éloi (eux aussi bientôt canonisés) ne purent quitter la cour qu'après la mort du roi Dagobert en 639. En 641, Ouen fut nommé évêque de Rouen.
Wandrille se retira auprès de cet ami. Il devint alors diacre, puis prêtre, sacré par Audomar (plus connu sous le nom de saint Omer), évêque de Thérouanne. Wandrille évangélisa alors les campagnes rouennaises qui étaient encore païennes à l'époque, mais désirait continuer à mener une vie monastique. Il s'installa alors à Fontenelle, dans la forêt de Jumièges (lieu qui portera plus tard son nom, Saint-Wandrille-Rançon), où il fonda un monastère le 1er mars 649 avec son neveu saint Gond, abbaye qui deviendra l'abbaye de Saint-Wandrille. Son ordre monastique était fondé sur « l'union, la charité et l'humilité ». Saint Wandrille demanda sur son lit de mort : « faites en sorte de n'avoir jamais de dissension entre vous ».

## Les reliques de saint Wandrille
Au cours des ravages perpétrés par les Normands, les reliques de saint Wandrille furent plusieurs fois transférées de Fontenelle au prieuré de Rivecourt. La première de ces translations est assignée à l’année 862 et la dernière à l’an 944.
Les moines porteurs des reliques de saint Ansbert et saint Wandrille auraient trouvé l’hospitalité au monastère de femmes de Blangy-sur-Ternoise (Pas-de-Calais) vers 875, et y seraient demeurés vingt ans. De là, les moines emmenèrent les reliques à Boulogne-sur-Mer, d'où elles ne bougèrent plus pendant un demi-siècle.
C’est là que le comte de Flandre, Arnoul Ier le Grand, d'une grande dévotion envers les reliques, vint en 944 chercher les corps de ces saints personnages, Wandrille et Ansbert, lorsque, à l’instigation de Gérard de Brogne, il se résolut à en gratifier l'abbaye Saint-Pierre-au-Mont-Blandin, à Gand.
Ses reliques sont également vénérées par les moines de l'abbaye de Saint-Benoît-du-Lac, au Québec (Canada), le 23 juillet de chaque année (puisque la fête de sainte Marie-Madeleine prime sur la fête du saint abbé). 